# Eupelmus chloropus
Eupelmus chloropus är en stekelart som beskrevs av Perkins 1910. Eupelmus chloropus ingår i släktet Eupelmus och familjen hoppglanssteklar. Inga underarter finns listade i Catalogue of Life.